# Флэк, Кэролайн
Кэролайн Луиза Флэк (англ. Caroline Louise Flack, 9 ноября 1979, Энфилд, Большой Лондон — 15 февраля 2020, Сток-Ньюингтон, Большой Лондон) ― британская телеведущая.

## Юность
Кэролайн Луиза Флэк родилась в больнице Чейз Фарм, Энфилд, Лондон, 9 ноября 1979 года. Она была младшей из четырёх детей торгового представителя Coca-Cola Иэна Флэка и его жены Кристины (урождённой Каллис). Вскоре после её рождения её отца повысили до руководства компанией, и семья переехала в Тетфорд, Норфолк. Когда Флэк исполнилось семь, они снова переехали в соседний Ист-Ретем. Она и её сестра-близнец Джоди родились, когда их сестре Элизабет было 10 лет, а брату Полу ― 8. Флэк посещала начальную школу Грейт-Хокхэм и среднюю школу Уэйленда в Уоттоне, Норфолк. Она проявила интерес к танцам и выступала в пантомимах во время учёбы в школе. Будучи ученицей, она проходила медицинское лечение из-за недостаточного веса. В период с 1996 по 1999 год она изучала танцевала в труппе Bodywork Company.

## Карьера

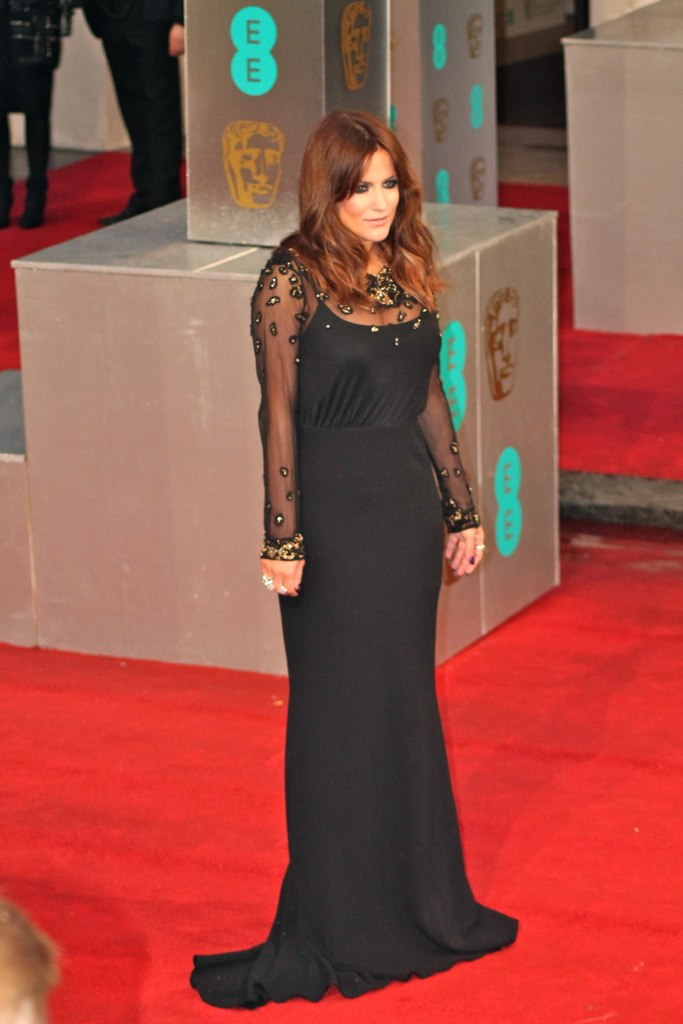
Флэк в 2013 году

В 2002 году Флэк получила свой звездный час на телевидении, сыграв любимую шимпанзе Майкла Джексона в скетч-шоу Bo' Selecta!. Затем она представила международное шоу Pepsi Chart и Fash FC. В 2005 году у неё был регулярный сегмент на шоу видеоигр, When Games Attack. С 2006 по 2008 год она была соавтором субботнего утреннего шоу TMI с Сэмом и Марком, которое транслировалось на BBC Two и канале CBBC. Впоследствии она вела шоу CBBC Escape from Scorpion Island вместе с Реджи Йейтсом.
Флэк вела репортаж CBBC Comic Relief Does в марте 2007 года, комментируя полуфинал конкурса песни Евровидение-2008 с Пэдди О’Коннеллом. Она также вела шоу Big Brother’s Big Mouth в 2008 году. В июле 2009 года она была заменяющей ведущей воскресного шоу Би-би-си «Что-то на выходные», в то время как Аманда Гамильтон находилась в отпуске по беременности и родам. В том же году Флэк начала вести реалити-шоу «Я знаменитость… Забери меня отсюда сейчас же!». Она также выиграла конкурс в танцах на колесах с партнёром Джеймсом О’Ши, пара представляла Великобританию на чемпионате Европы по танцам на инвалидных колясках 2009 года в Тель-Авиве, заняв 16-е место в своей категории.
16 февраля 2010 года она выступила за кулисами на церемонии вручения премии Brit Awards 2010 на ITV2. В ноябре она вернулась, чтобы вести «Я знаменитость, Забери меня отсюда сейчас же!» на ITV2. Она также работала моделью для журнала Maxim в том же году. В 2011 году Флэк была капитаном команды в игровом шоу ITV2 «Минута, чтобы выиграть». В декабре 2014 года она вела рождественскую и новогоднюю программу на британской радиостанции Magic Radio.
Флэк была объявлена участником двенадцатого сезона Strictly Come Dancing в 2014 году в партнёрстве с Павлом Ковалевым. Победа в конкурсе побудила Флэк больше работать в театре, что привело к тому, что она сыграла главную роль Ирен Рот в гастрольной версии мюзикла Crazy for You в 2017 году и сыграла Рокси Харт в постановке Чикаго в театре Феникса в следующем году.
В 2015 году она начала вести шоу «Остров любви» на канале ITV2. Эта программа ранее была показана на ITV десятилетием ранее, но не была особенно успешной. С Флэк в качестве ведущей шоу привлекло 4 миллиона зрителей к 2018 году, став самым популярным на канале. Она также представила спин-офф шоу Love Island: Aftersun в 2017 году. Она отказалась от этой роли в декабре 2019 года после обвинений в нападении. В декабре 2015 года она была частью команды, представляющей рождественский телемарафон ITV «Текстовый Санта». В мае 2016 года она начала совместно представлять воскресный утренний завтрак с 9 утра до полудня в течение лета с Гетином Джонсом по всей сети Heart.
Флэк должна была вести реалити-шоу о косметической хирургии под названием The Surjury на 4 канале, но оно было отменено. Она сыграла эпизодическую роль в фильме «Жадность», который вышел 21 февраля 2020 года.

## Личная жизнь
Флэк страдала от длительных проблем с психическим здоровьем. Она пыталась покончить с собой ещё будучи юной ведущей и актрисой. Она была известна тем, что плохо воспринимала критику. Телепродюсер Анна Блу говорила, что она просто не была готова к тем испытаниям, которые приносит слава.
В 2009 году она встречалась с принцем Гарри, герцогом Сассекским, но отношения быстро закончились после того, как СМИ начали сообщать об этом, согласно её автобиографии. В 2011 году у неё были краткие отношения с участником One Direction Гарри Стайлзом. Примерно в 2014 и 2015 годах у неё были отношения с менеджером Сэма Смита, Джеком Стритом. Она была ненадолго помолвлена с участником реалити-шоу Эндрю Брэди в 2018 году и встречалась с регбистом Дэнни Чиприани в 2019 году.
13 декабря 2019 года Флэк была обвинена в нападении на своего парня, теннисиста Льюиса Бёртона. По прибытии полиция обнаружила Флэк всю в крови, она сразу же призналась им, что ударила Бёртона по голове и сказала, что покончит с собой. Позже следствие установило, что Флэк ударила и напала на Бёртона, когда тот спал, так как подумала, что он изменяет ей. 17 декабря Флэк отказалась вести «Остров любви».
Позже сообщалось, что Флэк была рада перерыву в работе, поскольку у неё были личные проблемы. Несмотря на это, продюсеры шоу заявили, что ждут её возвращения в качестве ведущей. Флэк не признала себя виновной по предъявленным обвинениям в суде Хайбери-Корнер 23 декабря 2019 года. Её адвокат сообщил, что Бёртон не поддерживал обвинение и что он не является жертвой. Её освободили под залог с условием, что она не будет общаться с Бёртоном и предстанет перед судом 4 марта 2020 года. Бёртон опубликовал нежное сообщение в День Святого Валентина в Instagram за день до смерти Флэк.

## Смерть
Флэк была найдена повешенной в своей квартире в Сток-Ньюингтоне, Лондон, 15 февраля 2020 года в возрасте 40 лет. Она покончила с собой, узнав, что её будут судить по обвинению в нападении на Бертона. Частные похороны Флэк состоялись в мемориальном парке Гринакрес в Колни близ Норвича 10 марта.